# Blinde salamander van Texas
De blinde salamander van Texas (Eurycea rathbuni) is een salamander uit de familie longloze salamanders (Plethodontidae).

## Uiterlijke kenmerken
Omdat de salamander in grotten leeft is het lichaam hierop sterk aangepast. De salamander heeft hierdoor alle huidpigment verloren, daarnaast is de salamander zo goed als blind. De ogen zijn klein en zijn slechts te zien als zwarte vlekjes op de kop. De blinde salamander van Texas kan een lichaamslengte bereiken van ongeveer 9 tot 14 centimeter.
De blinde salamander van Texas lijkt uiterlijk op de Europese grottenolm (Proteus anguinus). Ook wat betreft de levenswijze verschillen de dieren niet zoveel, dit wordt ook wel convergente evolutie genoemd.

## Verspreiding en habitat
Eurycea rathbuni komt voor in Noord-Amerika in de Verenigde Staten, en is endemisch in de staat Texas. De soort is strikt grottenbewonend (troglobiet) en komt alleen in onderaardse wateren voor.

## Taxonomie
De blinde salamander van Texas werd voor het eerst wetenschappelijk beschreven door Leonhard Hess Stejneger in 1896. Oorspronkelijk werd de naam Typhlomolge rathbuni gebruikt, het geslacht Typhlomolge wordt tegenwoordig niet meer erkend.